# Copa de Algarve 2005
La Copa de Algarve de 2005 fue la decimosegunda edición de este torneo. Es una competición anual de fútbol femenino organizada en la región de Algarve en Portugal.
Estados Unidos se consagró tricampeón de la Copa de Algarve al vencer a Alemania por 1 a 0.

## Equipos participantes
| Equipo            | FIFA Rankings (diciembre de 2004) |
| ----------------- | --------------------------------- |
| Alemania          | 1                                 |
| Estados Unidos    | 2                                 |
| Noruega           | 3                                 |
| Suecia            | 5                                 |
| China             | 6                                 |
| Dinamarca         | 7                                 |
| Francia           | 9                                 |
| Inglaterra        | 14                                |
| Finlandia         | 16                                |
| México            | 25                                |
| Portugal          | 34                                |
| Irlanda del Norte | 83                                |

## Fase de grupos

### Grupo A
| Equipo   | Pts | PJ | PG | PE | PP | GF | GC | DG |
| -------- | --- | -- | -- | -- | -- | -- | -- | -- |
| Alemania | 9   | 3  | 3  | 0  | 0  | 8  | 1  | 7  |
| Suecia   | 4   | 3  | 1  | 1  | 1  | 4  | 3  | 1  |
| Noruega  | 4   | 3  | 1  | 1  | 1  | 3  | 6  | −3 |
| China    | 0   | 3  | 0  | 0  | 3  | 1  | 6  | −5 |

| 9 de marzo | Noruega                | 2:1 | China        | Lagos, |  |
|            | Rønning 57' · Wiik 76' |     | Han Duan 68' |        |  |

| 9 de marzo | Suecia        | 1:2     | Alemania              | Lagos, |  |
|            | Johansson 68' | Reporte | Smisek 6' · Prinz 77' |        |  |

| 11 de marzo | China | 0:2     | Suecia                      | Silves, |  |
|             |       | Reporte | Östberg 35' · Johansson 39' |         |  |

| 11 de marzo | Alemania                                  | 4:0 | Noruega | Silves, |  |
|             | Mittag 15' · Prinz 56', 58' · Pohlers 65' |     |         |         |  |

| 13 de marzo | China | 0:2 | Alemania                    | Alvor, |  |
|             |       |     | Smisek 18' · Wunderlich 80' |        |  |

| 13 de marzo | Suecia    | 1:1     | Noruega      | Loulé, |  |
|             | Seger 18' | Reporte | Kaufmann 84' |        |  |

### Grupo B
| Equipo         | Pts | PJ | PG | PE | PP | GF | GC | DG |
| -------------- | --- | -- | -- | -- | -- | -- | -- | -- |
| Estados Unidos | 9   | 3  | 3  | 0  | 0  | 8  | 0  | 8  |
| Francia        | 6   | 3  | 2  | 0  | 1  | 4  | 3  | 1  |
| Dinamarca      | 3   | 3  | 1  | 0  | 2  | 5  | 7  | −2 |
| Finlandia      | 0   | 3  | 0  | 0  | 3  | 2  | 9  | −7 |

| 9 de marzo | Dinamarca | 4:1 | Finlandia | Ferreiras, |  |

| 9 de marzo | Francia | 0:1     | Estados Unidos | Ferreiras, |  |
|            |         | Reporte | Welsh 20'      |            |  |

| 11 de marzo | Estados Unidos              | 3:0     | Finlandia | Guia, |  |
|             | Welsh 8', 41' · Wambach 52' | Reporte |           |       |  |

| 11 de marzo | Dinamarca    | 1:2 | Francia                       | Guia, |  |
|             | Pedersen 18' |     | Pichon 16' (pen) · Diacre 90' |       |  |

| 13 de marzo | Estados Unidos                          | 4:0     | Dinamarca | Vila Real de San Antonio, |  |
|             | Lilly 6', 58' · Wambach 15' · Welsh 28' | Reporte |           |                           |  |

| 13 de marzo | Finlandia   | 1:2 | Francia                 | Loulé, |  |
|             | Mäkinen 29' |     | Pichon 51' · Dusang 85' |        |  |

### Grupo C
| Equipo            | Pts | PJ | PG | PE | PP | GF | GC | DG |
| ----------------- | --- | -- | -- | -- | -- | -- | -- | -- |
| Inglaterra        | 9   | 3  | 3  | 0  | 0  | 13 | 0  | 13 |
| México            | 6   | 3  | 2  | 0  | 1  | 4  | 6  | −2 |
| Irlanda del Norte | 3   | 3  | 1  | 0  | 2  | 2  | 7  | −5 |
| Portugal          | 0   | 3  | 0  | 0  | 3  | 2  | 8  | −6 |

| 9 de marzo | Inglaterra                                 | 4:0 | Irlanda del Norte | Paderne, |  |
|            | Carney 32' · Exley 53', 89' · McArthur 56' |     |                   |          |  |

| 9 de marzo | Portugal        | 1:2     | México                              | Paderne, |  |
|            | Tânia Pinto 11' | Reporte | Leyva 52' · Leticia Villalpando 72' |          |  |

| 11 de marzo, 16:15 (UTC±00:00) | Inglaterra                              | 4:0     | Portugal | Estadio de São Luís, Faro |                      |
|                                | Stoney 10' · Yankey 30', 90' · Barr 77' | Reporte |          | Árbitra: Eun ah Hong      | Árbitra: Eun ah Hong |

| 11 de marzo | México                   | 2:0 | Irlanda del Norte | Faro, |  |
|             | Pérez 23' · González 31' |     |                   |       |  |

| 13 de marzo | Inglaterra                                              | 5:0 | México | Lagos, |  |
|             | Williams 2', 68' · Handley 34' · Yankey 52' · Smith 78' |     |        |        |  |

| 13 de marzo | Irlanda del Norte     | 2:1     | Portugal     | Lagos, |  |
|             | Hall 18' · Hutton 25' | Reporte | Carneiro 38' |        |  |

## Fase final

### 11.° puesto
| 15 de marzo | Portugal                                  | 3:1     | Irlanda del Norte | Algarve, |  |
|             | Paula Cristina 58' · Dani 82' · Couto 86' | Reporte | McFadden 39'      |          |  |

### 9.° puesto
| 15 de marzo | Finlandia        | 1:1 (5:6 p.) | México       | Algarve, |  |
|             | Levya 40' (o.g.) |              | González 67' |          |  |

### 7.° puesto
| 15 de marzo | China | 0:0 (5:3 p.) | Inglaterra | Algarve, |  |

### 5.° puesto
| 15 de marzo | Noruega                       | 2:1 | Dinamarca    | Algarve, |  |
|             | Christensen 18' · Rønning 22' |     | Pedersen 13' |          |  |

### 3.° puesto
| 15 de marzo | Suecia             | 2:3     | Francia                             | Algarve, |  |
|             | Johansson 37', 64' | Reporte | Georges 5' · Béghé 53' · Lattaf 79' |          |  |

### Final
| 15 de marzo | Alemania | 0:1     | Estados Unidos | Estádio Algarve, Faro                                                     |                                                                           |
|             |          | Reporte | Welsh 23'      | Asistencia: 1,000 espectadores Árbitra: Florea Cristina Ionescu (Romania) | Asistencia: 1,000 espectadores Árbitra: Florea Cristina Ionescu (Romania) |

| Campeón                   |
| Estados Unidos 4.° título |

## Goleadoras
| Jugadora       | Goles |
| -------------- | ----- |
| Christie Welsh | 5     |
| Rachel Yankey  | 3     |
| Sara Johansson | 3     |